# Poecilopachys
Poecilopachys is een geslacht van spinnen uit de  familie van de wielwebspinnen (Araneidae).

## Soorten
- Poecilopachys australasia (Griffith & Pidgeon, 1833)
- Poecilopachys jenningsi (Rainbow, 1899)
- Poecilopachys minutissima Chrysanthus, 1971
- Poecilopachys speciosa (L. Koch, 1872)
- Poecilopachys verrucosa (L. Koch, 1871)